# Ctenotus dux
Ctenotus dux (тонкосмугий гребневухий сцинк) — вид сцинкоподібних ящірок родини сцинкових (Scincidae). Ендемік Австралії.

## Поширення і екологія
Тоносмугі гребневухі сцинки мешкають в пустельних районах Центральної Австралії, на території Західної Австралії, Південної Австралії, Північної Території і Квінсленда. Вони живуть серед червоних піщаних дюн, порослих спінніфексом.